# The City of Metronome
The City of Metronome (ранее называлась просто Metronome; рус. букв. — «Го́род Метроно́м») — компьютерная игра в жанре Action-adventure, которую разрабатывает компания Tarsier Studios.

## История разработки
Игра была продемонстрирована на выставке E3 2005, где стала одной из самых ожидаемых игр для приставок седьмого поколения. Однако с тех пор, как компания Tarsier Studios так и не смогла до 2007 года найти издателя, статус проекта оставался неопределённым. Согласно сайту Play.com, игра должна была быть выпущена 26 июня 2009 года.
8 мая 2007 года Tarsier Studios объявила об остановке разработки своей игры «The City of Metronome». Причиной было названо то, что все ресурсы компании направлены на разработку «Desert Diner». Однако 4 декабря 2007 года было объявлено о продолжении работ над «The City of Metronome».